# 雑草より
のててゆふりゆみむふねもゆ
904594624「雑草より」（ざっそうより）は、2017年11月15日にソニー・ミュージックレコーズから発売された遊助の24枚目のシングル。

## 概要
前作「流れ」から約4か月ぶりのシングル。
表題曲の「雑草より」は、自分を雑草に例えて制作した応援歌。ミュージックビデオは、2020年の東京オリンピックに向けた工事などが行われていた晴海周辺撮影された。雑草魂や男らしい強さなどをイメージし、遊助作業服にタオルを巻いた姿で撮影している。

## 販売形態
- 初回生産限定盤A
  - CD+DVD
- 初回生産限定盤B
  - CD+DVD
- 通常盤
  - CDのみ
  - 初回仕様のみトレカランダム封入

## 収録曲

### 初回生産限定盤A
CD
1. 雑草より
作詞： 遊助、作曲：木村有希
2. 本当にそれで良いの?
作詞：遊助、作曲：Cube Juice
3. JETCOASTER
作詞：遊助、作曲：NAOKI-T
4. 雑草より -Instrumental-

DVD
1. 「雑草より」Music Video
2. 「雑草より」Music Video Making

### 初回生産限定盤B
CD
1. 雑草より
2. 本当にそれで良いの?
3. JETCOASTER
4. 雑草より -Instrumental-

DVD
1. ひまわり荘5
2. 「本当にそれで良いの?」Music Video

### 通常盤
CD
1. 雑草より
2. 本当にそれで良いの?
3. JETCOASTER
4. カラー
作詞：遊助 、作曲：N.O.B.B